# Túlio Lustosa Seixas Pinheiro
Túlio Lustosa Seixas Pinheiro (født 25. april 1976) er en tidligere brasiliansk fodboldspiller.